# Semiothisa davisata
Semiothisa davisata är en fjärilsart som beskrevs av Samuel E. Cassino 1928. Semiothisa davisata ingår i släktet Semiothisa och familjen mätare. Inga underarter finns listade i Catalogue of Life.